# ناحیه فونیود
ناحیهٔ فونیود (به مجاری:  Fonyódi járás) یک ناحیه در مجارستان است که در شومودی واقع شده‌است. ناحیهٔ فونیود ۶۴۵٫۴۴ کیلومتر مربع مساحت و ۳۳٬۷۸۵ نفر جمعیت دارد.